# 1561
| [ Edytuj tabelę ]              | |
| Król Polski                    | - 1530 Zygmunt II August 1572 |
| Współksiążęta Andory           | - 1561 Pere de Castellet 1571 - 1555 Joanna d’Albret 1572 - 1555 Antoni Burbon 1562                                                                                                |
| Król Anglii                    | - 1558 Elżbieta I 1603 |
| Elektor Brandenburgii          | - 1535 Joachim II Hektor 1571 |
| Książę Bawarii                 | - 1550 Albrecht V 1579 |
| Sułtan Brunei                  | - 1521 Abdul Kahar 1575 |
| Cesarz Chin                    | - 1521 Jiajing 1566 |
| Król Czech                     | - 1526 Ferdynand I Habsburg 1564 |
| Król Danii                     | - 1559 Fryderyk II 1588 |
| Dalajlama                      | - 1543 Sonam Gjaco 1588 |
| Cesarz Etiopii                 | - 1559 Minas 1563 |
| Król Francji                   | - 1560 Karol IX 1574 |
| Król Hiszpanii                 | - 1556 Filip II 1598 |
| Hrabia Holandii                | - 1555 Filip II Habsburg 1572 |
| Stadhouder Holandii            | - 1559 Wilhelm Orański 1567 |
| Szach Iranu                    | - 1524 Tahmasp I 1576 |
| Państwo Wielkich Mogołów       | - 1556 Akbar 1605 |
| Władca Inków                   | - 1558 Titu Cusi Yupanqui 1571 |
| Król Irlandii                  | - 1558 Elżbieta I Tudor 1570 |
| Cesarz Japonii                 | - 1557 Ōgimachi 1586 |
| Kalif                          | - 1520 Sulejman I 1566 |
| Władca Korei                   | - 1545 Myŏngjong 1567 |
| Książę Kurlandii i Semigalii   | - 1561 Gotthard Kettler 1587 |
| Wielki książę litewski         | - 1530 Zygmunt August 1569 |
| Sułtan Maroka                  | - 1557 Abdullah al-Ghalib 1574 |
| Senior Monako                  | - 1532 Honoriusz I 1581 |
| Król Nawarry                   | - 1555 Joanna d’Albret 1572 |
| Król Norwegii                  | - 1559 Fryderyk II 1588 |
| Sułtan Omanu                   | - 1560 Abd Allah ibn Muhammad 1624 |
| Elektor Palatynatu             | - 1559 Fryderyk III 1576 |
| Papież                         | - 1559 Pius IV 1565 |
| Książę Parmy i Piacenzy        | - 1556 Oktawiusz Farnese 1586 |
| Król Portugalii                | - 1557 Sebastian 1578 |
| Książę w Prusach               | - 1525 Albrecht 1568 |
| Car Rosji                      | - 1547 Iwan IV Groźny 1584 |
| Cesarz Rzymski (niemiecki)     | - 1558 Ferdynand I Habsburg 1564 |
| Kapitanowie Regenci San Marino | - 1560 Pier Leone Corbelli Giovanni Sinibaldi 1561 - 1561 Vincenzo Gombertini Bernardino Giannini 1561 - 1561 Francesco di Sebastiano Onofri Francesco di Pier Paolo Martelli 1562 |
| Elektor Saksonii               | - 1553 August Wettyn 1586 |
| Król Szkocji                   | - 1542 Maria Stuart 1567 |
| Król Szwecji                   | - 1560 Eryk XIV Waza 1568 |
| Król Tajlandii                 | - 1548 Phra Maha Chakkraphat 1568 |
| Sułtan Turków                  | - 1520 Sulejman Wspaniały 1566 |
| Doża Wenecji                   | - 1559 Giorolamo Priuli 1567 |
| Król Węgier                    | - 1526 Ferdynand I 1564 - 1540 Jan II Zygmunt Zápolya 1571 |

Rok 1561 / MDLXI
stulecia: XV wiek ~
XVI wiek ~
XVII wiek

lata: 1551 «
1556 «
1557 «
1558 «
1559 «
1560 «
1561
» 1562
» 1563
» 1564
» 1565
» 1566
» 1571

## Wydarzenia w Polsce
- 4 maja – Tarnowskie Góry otrzymały prawo odbywania rocznie dwóch jarmarków – we wrześniu i kwietniu.
- 28 listopada – inflancka gałąź zakonu krzyżackiego i Polska podpisały pakt wileński.

- Zygmunt II August włączył część Inflant do Polski.
- Zlikwidowano państwo gałęzi zakonu krzyżackiego w Inflantach.

## Wydarzenia na świecie
- 26 lutego – zostało założone miasto Santa Cruz w Boliwii.
- 22 grudnia – czeskie Kladno uzyskało prawa miejskie.

- Zajęcie przez Szwecję i Danię części terenów Inflant. Początek wojen inflanckich.
- Szwedzi zajęli Rewel i stanęli mocno w Estonii.

## Urodzili się
- 6 stycznia – Thomas Fincke, duński matematyk (zm. 1656)
- 22 stycznia – Francis Bacon, angielski filozof (zm. 1626)
- luty – Henry Briggs, angielski matematyk i astronom (zm. 1630)
- 29 marca – Santorio Santorio, włoski lekarz, fizyk i wynalazca (zm. 1636)
- 12 czerwca - Anna Wirtemberska, księżna oławska, wołowska i legnicka (zm. 1616)
- 2 lipca – Christoph Grienberger, austriacki astronom, jezuita (zm. 1636)
- 11 lipca – Luis de Góngora y Argote, hiszpański poeta (zm. 1627)
- 17 lipca – Jacopo Corsi, włoski mecenas sztuki i kompozytor (zm. 1602)
- 24 lipca – Anna Maria Wittelsbach, księżna Szwecji, księżniczka palatynatu reńskiego (zm. 1589)
- 20 sierpnia – Jacopo Peri, włoski kompozytor, twórca pierwszych oper w historii (zm. 1633)
- 24 sierpnia – Bartłomiej Pitiscus, matematyk, astronom, teolog kalwiński (zm. 1613)
- 9 września – Hernando de Arias y Ugarte, hiszpański duchowny katolicki, biskup Quito (zm. 1638)
- 11 grudnia – Abraham von Dohna, władca sycowskiego wolnego państwa stanowego (zm. 1613)

Data dzienna nieznana: 
- Wojciech Bobola, polski szlachcic, właściciel Strachociny (zm. 1606)
- Cezar d’Este, książę Modeny i Reggio (zm. 1628)
- Seika Fujiwara, japoński filozof, propagator neokonfucjanizmu w tym kraju (zm. 1619)
- Peter Gröning, burmistrz Stargardu, fundator Collegium Groeningianum (zm. 1631)
- Walerian Lubieniecki, biskup bakowski, bernardyn (zm. 1617)
- Stanisław Miński, wojewoda łęczycki, podkanclerzy koronny (zm. 1607)
- Edward Oldcorne, angielski jezuita, męczennik, błogosławiony katolicki (zm. 1606)
- Johann Siebmacher, autor i założyciel wielokrotnie publikowanego herbarza (zm. 1611)
- Tobias Verhaecht, flamandzki malarz, pracował na dworze toskańskim (zm. 1631)
- Bernard von Waldeck, biskup Osnabrücku (zm. 1591)

## Zmarli
- 31 stycznia – Menno Simons, holenderski anabaptystyczny reformator religijny (ur. 1496)
- 16 maja – Jan Amor Tarnowski, hetman wielki koronny, kasztelan krakowski.